# Перевоз (Нижегородская область)
Перево́з — город (с 2001 года) в Нижегородской области России, административный центр Перевозского муниципального района.

## География
Город расположен на реке Пьяне. В нём находится железнодорожная станция Перевозская Горьковской железной дороги, лежащая на трассе Москва — Екатеринбург.

## История
Населённый пункт Перевоз возник во второй половине XVI века как поселение на переправе через Пьяну на пути следования Перевозского торгового тракта. Первое упоминание в сохранившихся источниках об этом населённом пункте относится к 1593 году. В этот период он был деревней, входившей в состав вотчины нижегородского Вознесенского Печерского монастыря с центром в селе Ягодном.

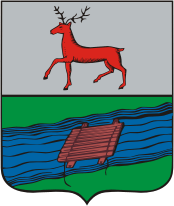
Исторический герб Перевоза (1781)

Во второй половине 1630-х годов Перевоз становится (после строительства в нём храма) селом. Монастырю оно принадлежало вплоть до 1764 года, когда церковное имущество было секуляризовано. Затем отошло в ведение коллегии экономии.
В ходе губернской реформы Екатерины II в 1779 году Перевоз был превращён в уездный город, а в 1798 году — в заштатный город Княгининского уезда. После Октябрьской революции Перевоз вновь стал селом.
В 1962 году село Пьянский Перевоз было преобразовано в рабочий посёлок. В феврале 2001 года законом Нижегородской области он получил статус города.

## Население
| 1856  | 1897  | 1939  | 1959  | 1970  | 1979  | 1989  | 2000  | 2001  |
| ----- | ----- | ----- | ----- | ----- | ----- | ----- | ----- | ----- |
| 2100  | ↘800  | ↗1700 | ↗2470 | ↗4383 | ↗6235 | ↗8313 | ↗9200 | ↘9100 |
| 2002  | 2005  | 2006  | 2007  | 2008  | 2009  | 2010  | 2011  | 2012  |
| ↗9386 | ↘9200 | →9200 | ↘9000 | ↘8938 | ↘8826 | ↗9201 | ↘9182 | ↘9018 |
| 2013  | 2014  | 2015  | 2016  | 2017  | 2018  | 2019  | 2020  | 2021  |
| ↘8918 | ↗8949 | ↘8902 | ↗9041 | ↘8928 | ↘8763 | ↘8740 | ↘8710 | ↗8999 |

На 1 января 2025 года по численности населения город находился на 950-м месте из 1124 городов Российской Федерации.

## Культура
В Перевозе есть дворец культуры, детская школа искусств и библиотека. Работают народный вокальный ансамбль «Праздник» (лауреат международного конкурса), танцевальный коллектив «Шанс», народный вокальный ансамбль «Юнона» (лауреат международного конкурса), театральная студия «Светлый фон» (дипломант всероссийского конкурса), народный хор (лауреат зонального конкурса), народный вокальный ансамбль районного дворца культуры и другие коллективы.

## Промышленность
В Перевозе работают конный и асфальтный заводы. Закрыты заводы: комбикормовый и хлебозавод, швейная фабрика. Ткацкую фабрику закрыли, теперь на её месте офисное здание. В 2021 году был введён в эксплуатацию элеватор, который стал самым большим в Нижегородской области по мощностям, его объёмы способны хранить 130 тысяч тонн зерна.

## Разное
В 2007 году город Перевоз стал победителем областного конкурса по благоустройству.
В 2008 году в городе построен физкультурно-оздоровительный комплекс с бассейном, катком и кинотеатром.
В 2010 году построен Михаило-Архангельский храм.

## Галерея

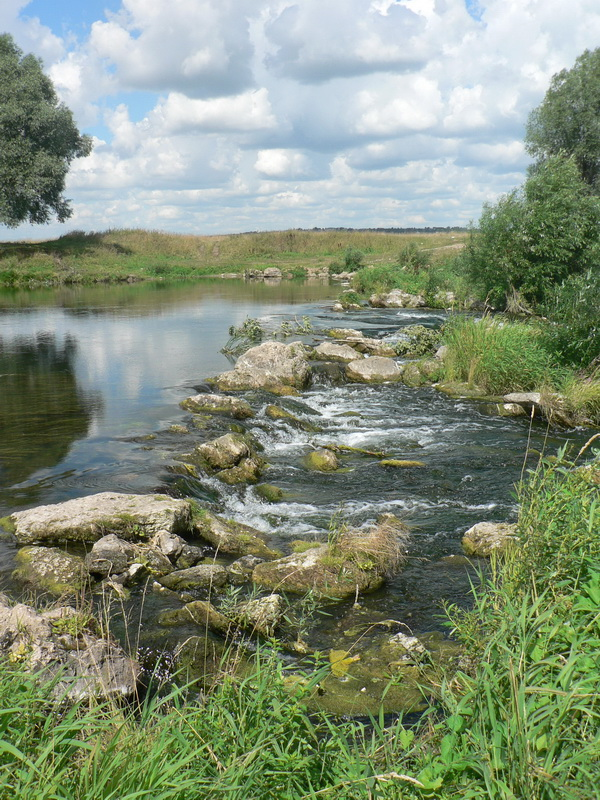
Пороги на реке Пьяне в городе Перевозе
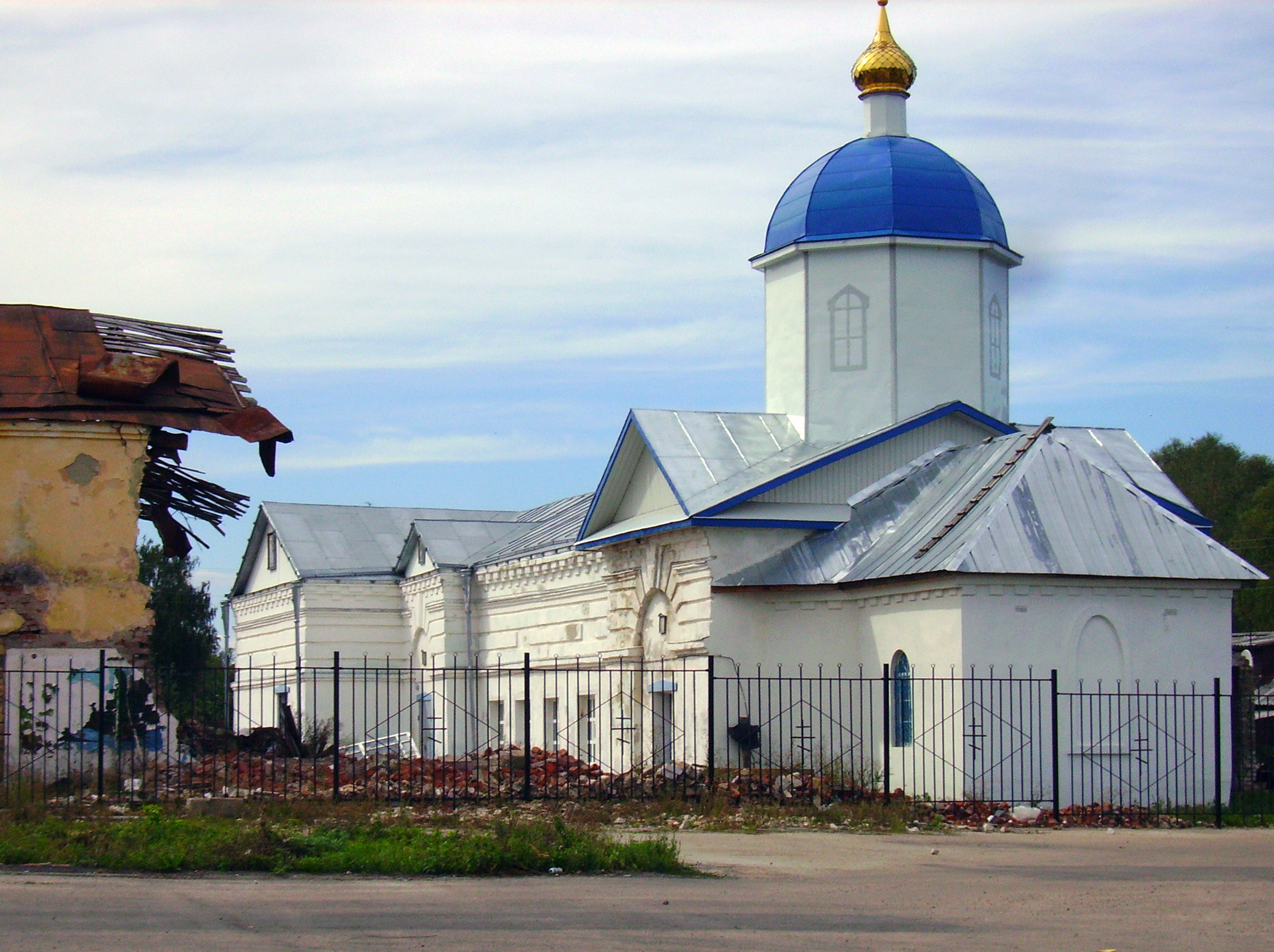
Покровская церковь
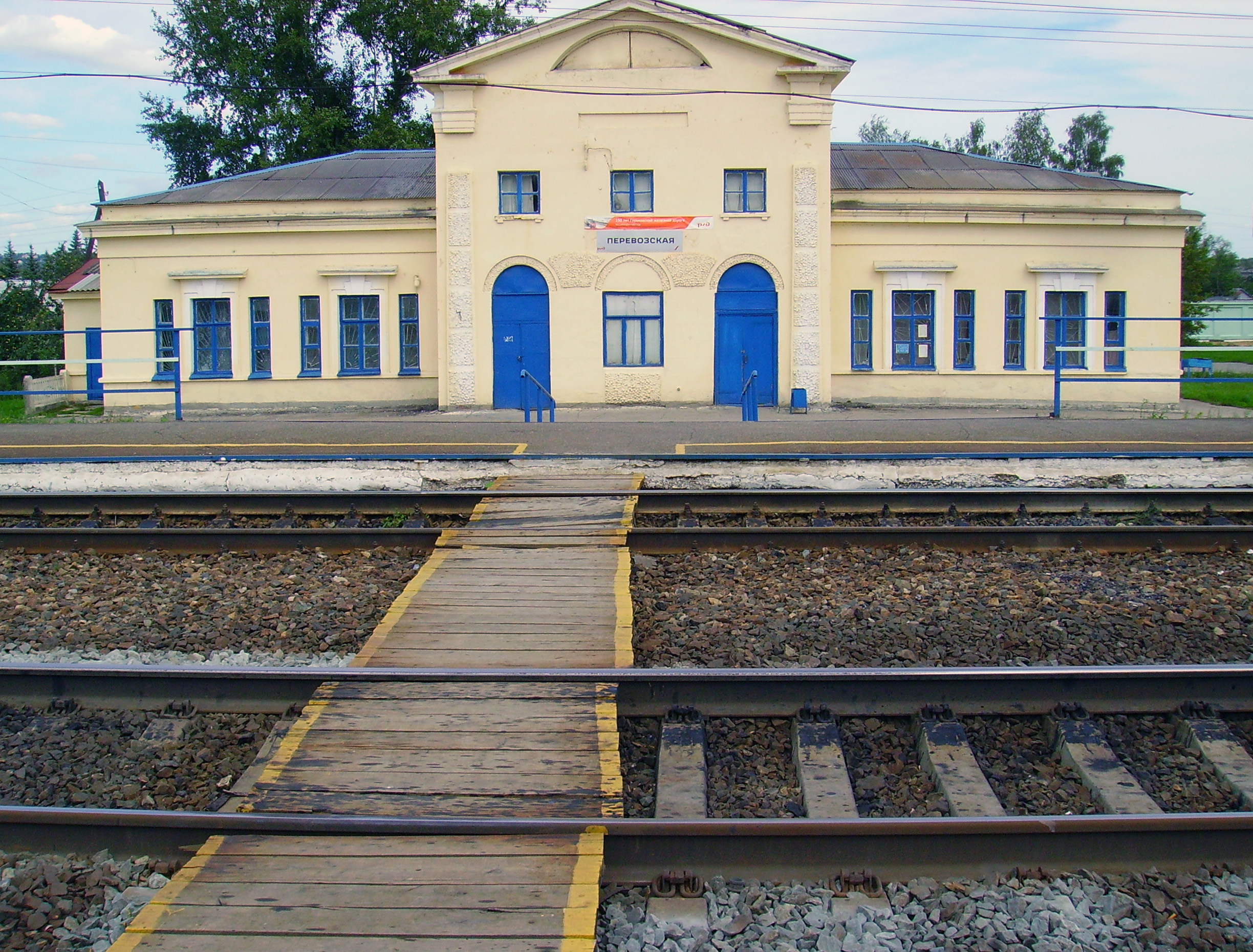
Железнодорожный вокзал
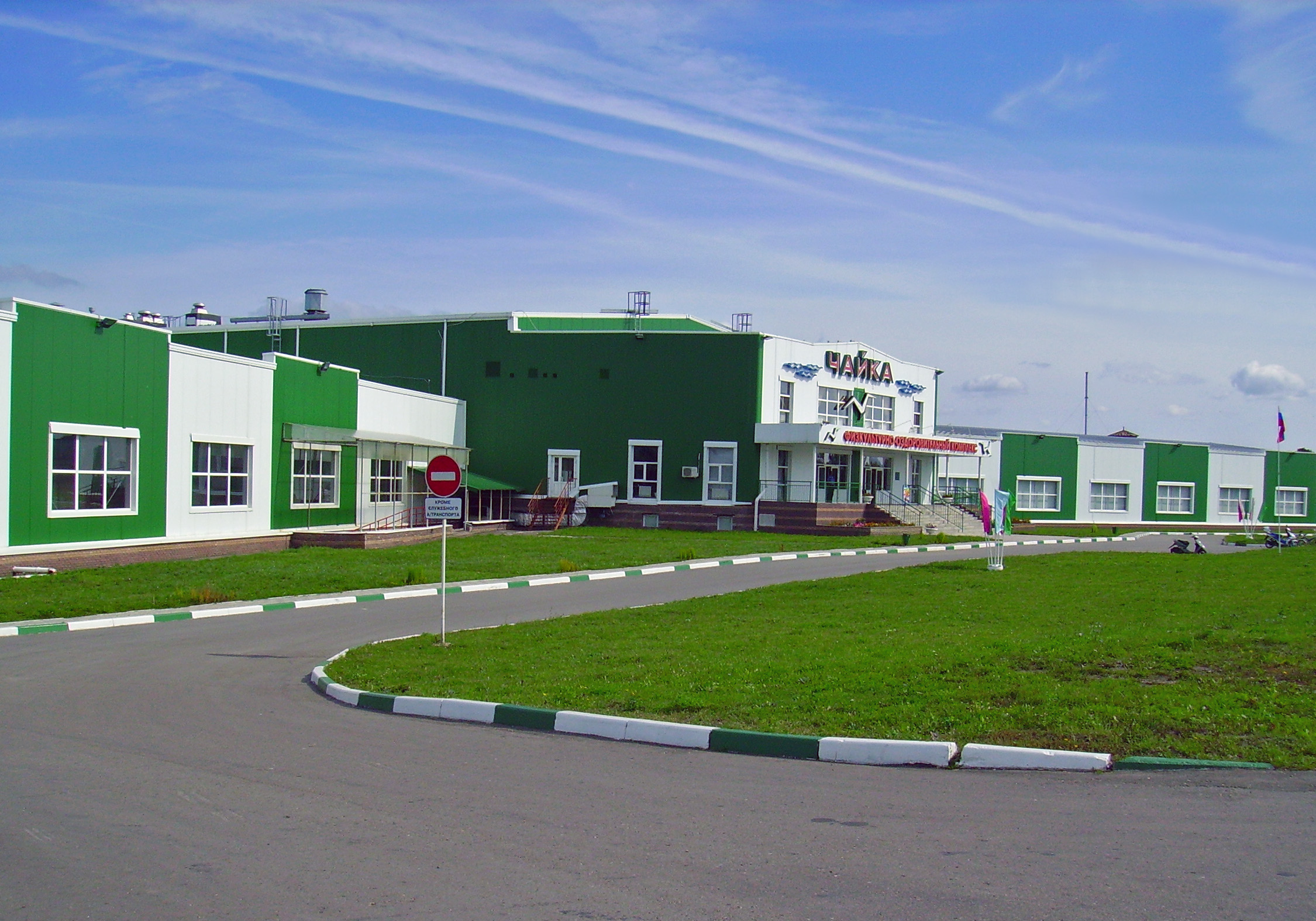
Физкультурно-оздоровительный комплекс «Чайка»